# Calicha nooraria
Calicha nooraria là một loài bướm đêm trong họ Geometridae.